# Nicola Payne
Nicola Payne (anglès: Nicola Anne Payne)  (Hong Kong, 1966), també coneguda com a Nikki Payne, de casada Mills, és una remadora neozelandesa, ja retirada, que va competir durant la dècada de 1980.
El 1988 va prendre part en els Jocs Olímpics d'Estiu de Seül on, fent parella amb Lynley Hannen, va guanyar la medalla de bronze en la prova del dos sense timoner del programa de rem. En el seu palmarès també destaquen fins a una catorzena de campionats nacionals entre 1986 i 1990.